# 大分商工会議所
大分商工会議所（おおいたしょうこうかいぎしょ、英称：The Oita Chamber of Commerce and Industry）は、主に大分県大分市内に事業所を置く企業・団体で構成・運営されている商工会議所。略称は大分商議所。なお、大分市内のうち旧大分郡野津原町の区域には野津原町商工会が別に組織されている。
所在地 ： 〒870-0026　大分市金池町２－３－４　九電大分ビル２F

## 概要
1929年（昭和4年）10月18日創立。中小企業を中心とした6,201社（2011年4月現在）が加盟している。
2007年（平成19年）2月5日に合併調印し、翌2008年（平成20年）4月1日に佐賀関商工会議所を編入。
2010年（平成22年）にJリーグに所属する大分トリニータを運営する大分フットボールクラブの株をペイントハウス（後にティーエムシー。破産宣告により会社消滅）より取得し、筆頭株主になっている。
規定により、当商工会議所の会頭は大分県商工会議所連合会の会長を務めることとなっている。このため、経営者にとって負担が大きく、2008年から2009年にかけては会頭が決まらず、約半年間にわたって空席となったこともある。

## 所在地
- 大分市金池町2丁目3番地4号九電大分ビル2階

旧所在地は大分県大分市長浜町3丁目15-19の商工会館だった。しかし、長浜町の商工会館の老朽化のため、2024年（令和6年）6月24日に金池町の九電大分ビル2階に移転した。

## 支所
大分市の支所（野津原地区を除く）に対応した地域に6つの支所を置く。なお、野津原地区については、野津原町商工会が事業を行っている。
- 鶴崎支所 - 大分市中鶴崎1丁目8-20
- 大南支所 - 大分市中戸次4539-7
- 大在支所 - 大分市政所1丁目4-3
- 坂ノ市支所 - 大分市坂ノ市南3丁目5-33
- 稙田支所 - 大分市大字玉沢743番地の2
- 佐賀関支所 - 大分市大字佐賀関2230-110

## 歴代会頭
- 草本利恒（1958年 - 1974年） - 草本商店社長[11]
- 吉村益次（1974年 - 1997年） - 吉村薬品会長[11]
- 安藤昭三（1997年 - 2008年11月） - 大分銀行頭取[11]
- 姫野清高（2009年5月 - 2017年10月） - 桃太郎海苔社長[5][12]
- 吉村恭彰（2017年11月 - ） - アステム会長[12][13]